# Alshon Jeffery
Alshon Jeffery (St. Matthews, 14 febbraio 1990) è un giocatore di football americano statunitense che gioca nel ruolo di wide receiver per i Philadelphia Eagles della National Football League (NFL). Fu scelto nel corso del secondo giro (45º assoluto) del Draft NFL 2012 dai Chicago Bears. Al college ha giocato a football a South Carolina.

## Carriera professionistica

### Chicago Bears
Il 27 aprile 2012, Jeffery fu scelto nel corso del secondo giro del Draft 2012 dai Chicago Bears. Il 2 maggio il giocatore firmò un contratto quadriennale con la franchigia. Il 9 settembre nella gara di debutto da professionista, Alshon giocò un'ottima partita ricevendo tre passaggi per 80 yard, segnando il suo primo touchdown su ricezione nella netta vittoria contro gli Indianapolis Colts. Il giovedì successivo, nella sconfitta contro i Green Bay Packers, Jeffery ricevette un solo passaggio da 7 yard. La sua stagione da rookie si concluse con 10 presenze, 6 delle quali come titolare, con 367 yard ricevute e 3 touchdown.

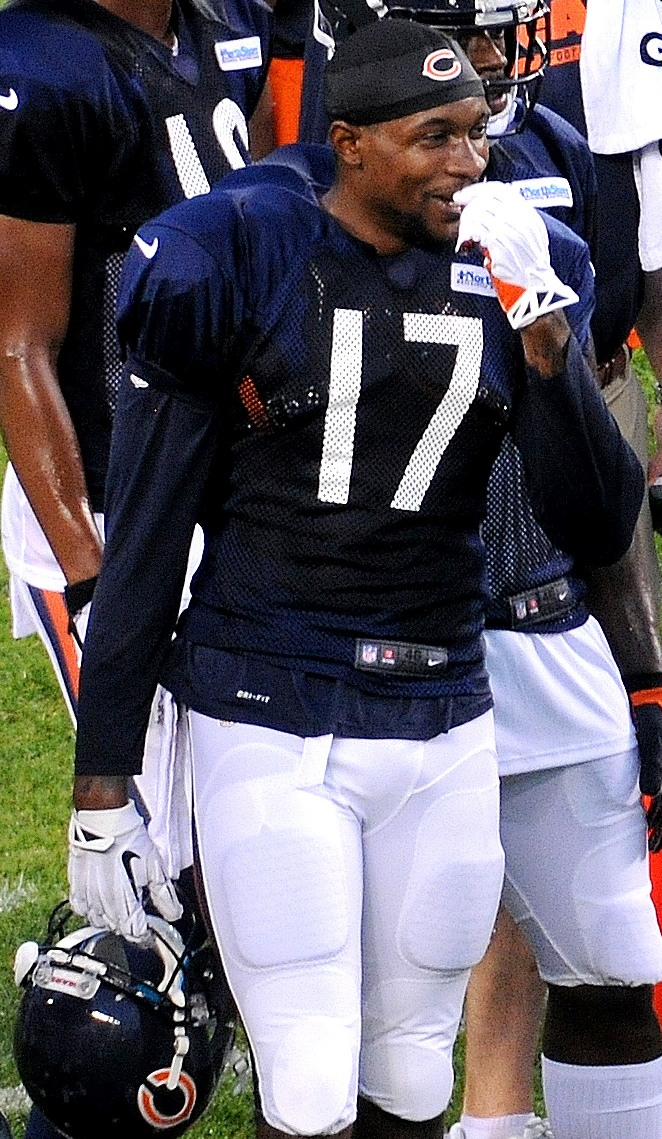
Jeffery nel training camp 2014

Nella settimana 4 della stagione 2013 guidò i Bears con 107 yard ricevute e un touchdown ma la squadra subì la prima sconfitta stagionale contro i Detroit Lions. La settimana successiva stabilì un nuovo primato personale ricevendo ben 218 yard contro i New Orleans Saints e segnò il secondo TD consecutivo. Nella settimana 13 contro i Minnesota Vikings, Jeffery fu immarcabile, portando il proprio record personale a 249 yard ricevute (record di franchigia di Chicago) e segnando due touchdown, ma i Bears furono sconfitti ai supplementari. La domenica successiva segnò un altro touchdown nella netta vittoria sui Cowboys nel Monday Night Football. Per la terza settimana consecutiva andò a segnò anche contro i Browns. La sua stagione si concluse con 1.421 yard ricevute e 7 touchdown giocando tutte le 16 partite, 14 delle quali come titolare. Dopo essere stato escluso a sorpresa dalla iniziale lista dei convocati per il Pro Bowl, nonostante si fosse dimostrato uno dei migliori ricevitori stagionali, il 9 gennaio fu comunque convocato per l'All-Star Game in sostituzione del ricevitore dei Lions Calvin Johnson, che dovette saltare l'incontro a causa di un infortunio. Fu inoltre votato al 54º posto nella NFL Top 100 dai suoi colleghi.

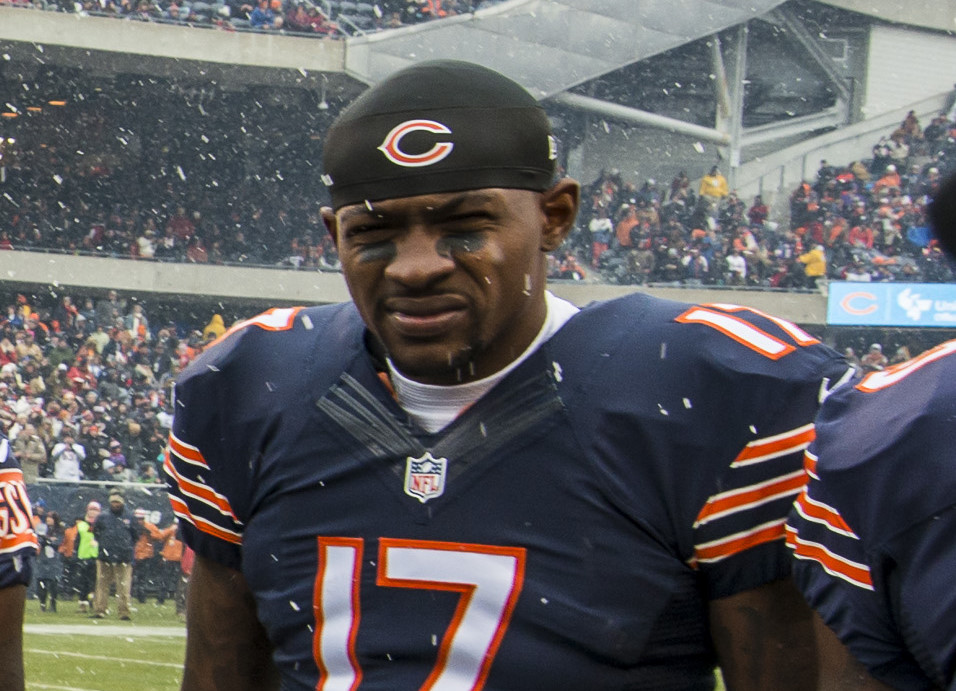
Jeffery nel 2014

Rallentato da un infortunio al tendine ad inizio stagione 2014, Jeffery superò le cento yard ricevute per la prima volta nel Monday Night Football della settimana 3 vinto contro i New York Jets. La domenica successiva segnò il primo touchdown nella sconfitta contro i Packers. La sua annata si chiuse guidando la sua squadra con 1.133 yard ricevute e 10 touchdown.
Nel 2015, dopo essere sceso in campo nella prima partita, Jeffery si infortunò, perdendo un mese di gioco. Tornò in campo ricevendo 147 yard e segnando un touchdown nel sesto turno contro i Lions. Nel nono ricevette un nuovo massimo stagionale di 151 yard nella vittoria nel Monday Night contro i Chargers. La sua annata si chiuse guidando i Bears con 807 yard ricevute pur avendo giocato solo nove partite, e segnò 4 touchdown.
Il 1º marzo 2016, i Bears applicarono su Jeffery la franchise tag, garantendogli un contratto di 14.599 milioni di dollari per la stagione a venire.

### Philadelphia Eagles
Divenuto free agent, il 9 marzo 2017 Jeffery firmò un contratto di un anno con i Philadelphia Eagles del valore di 14 milioni di dollari. Dopo avere ricevuto 619 yard e 7 touchdown dal quarterback Carson Wentz nei primi dodici turni, il 2 dicembre firmò un'estensione contrattuale quadriennale col club. Il 4 febbraio 2018 allo U.S. Bank Stadium di Minneapolis partì come titolare nel Super Bowl LII vinto contro i New England Patriots per 41-33, il primo trionfo della storia della franchigia.
Nella gara contro i Rams e nello stadio dove pochi mesi prima aveva vinto il Super Bowl, Jeffery disputò la miglior gara della stagione 2018 ricevendo 8 passaggi per 160 yard nella vittoria sulla squadra col miglior record della lega.

## Palmarès

### Franchigia
- National Football Conference Championship: 1

Philadelphia Eagles: 2017
- Super Bowl : 1

Philadelphia Eagles: LII

### Individuale
- Convocazioni al Pro Bowl: 1

2013

## Statistiche
| Partite totali             | 26    |
| Partite totali da titolare | 20    |
| Yard su ricezione          | 1.788 |
| Touchdown su ricezione     | 10    |

Statistiche aggiornate alla stagione 2013